# 한평수
한평수 이연(漢平守 李演, 1627년~?년)은 조선중기의 왕족으로, 덕흥대원군의 증손이며, 종실 진성군 이해령의 4남이다. 임술삼고변과 기사환국 때 연루된 종실이다.

## 생애
조선 중기의 왕족으로 본관은 전주, 휘는 연(演)이다. 덕흥대원군의 증손이며, 선조의 백형 하원군의 손자이다. 아버지는 종실 진성군 이해령(珍城君 李海齡)이고, 어머니는 현부인 안동장씨(縣夫人 安東張氏) 효덕(孝德)이다.
부인은 도사(都事) 남양인(南陽人) 홍시적(洪時迪)의 딸로 신인 남양홍씨(愼人 南陽洪氏)와 신인 진주류씨(愼人 晋州柳氏)이다.
진성군의 4남으로 정묘(丁卯) 1627년(인조 5) 6월 29일 탄생하여 초수 한평부수(漢平副守)에 책봉받았다. 1651년(효종 2) 다시 서용(敍用)되고, 1652년(효종 3) 차비문(差備門) 밖에서 격쟁(擊錚)을 하여 수금(囚禁) 되었다가 추문(推問) 할께 없어 바로 풀어 주었다.
1656년(효종 7) 다시 차비문(差備門) 밖에서 격쟁(擊錚)을 하여 수금(囚禁)하여 치죄(治罪)를 당하였다. 1657년(효종 8) 한평수(漢平守)에 봉작되었다.
1666년(현종 7) 직첩환급(職牒還給)되어 한평부수(漢平副守)에 봉작되고, 다시 한평수(漢平守)에 봉작되었다. 1674년(숙종 즉위년) 직첩환급(職牒還給) 되었고, 1675년(숙종 1) 선조(宣祖)와 효종(孝宗)의 어필 등을 진상하여 가자(加資)하라 하였으나 취소되고, 사마(賜馬) 하였다.
1676년(숙종 2) 창빈묘(昌嬪墓)에 수호군(守護軍)과 조가(朝家)에서 제수(祭需)를 갖추어 보내주길 청하였다. 다시 한평수(漢平守)에 봉작되었다. 1682년(숙종 8) 서인이 남인을 몰아내기 위해 꾸민 임술삼고변(壬戌三告變) 때 아들 이첨한(李瞻漢)과 연루되어 문초를 받았다.
1684년(숙종 10) 기축년(己丑年)에 선조와 효종의 어필 진상하여 그 때는 사마(賜馬)하였으므로 지금은 가자(加資)하라 하였다.
1689년(숙종 15) 기사환국(己巳換局, 기사사화) 때에 또 다시 아들 이첨한(李瞻漢)과 연류되어 공은 벼슬을 추삭(追削) 당하고, 아들 이첨한은 장류(杖流)를 당하고, 흑산도(黑山島)에 정배(定配)되었다.
창선대부(彰善大夫) 한평수(漢平守)에 봉작을 받고 9월 29일 별세하여 고양시 대자동에 예장하였다.

## 가족관계
- 아버지: 진성군 이해령(珍城君 李海齡)
- 어머니(계모): 현부인 당성김씨(縣夫人 唐城金氏), 사과(司果) 당성인(唐城人) 김세응(金世應)의 딸.
- 어머니(생모): 현부인 안동장씨(縣夫人 安東張氏), 이름은 효덕(孝德).
- 1부인: 신인 남양홍씨(愼人 南陽洪氏), 도사(都事) 남양인(南陽人) 홍시적(洪時迪)의 딸.
  - 2남: 이첨한(李瞻漢, 1654년~1689년), 기사환국(己巳換局)에 연좌.
  - 3남: 이근한(李根漢, 1659년~?년)
  - 5남: 이창한(李昌漢) => 선원록에는 이지한(李之漢, 1665년~?년)이 3남으로 되어 있음. 동일 인물인지 확실하지 않음.
  - 장녀: 이혜일(李惠一, 1647년~?년), 선전관 수원인(水原人) 백시화(白時華)에게 출가.
  - 2녀: 이혜이(李惠二, 1656년~?년), 양천인(陽川人) 허신(許愼)에게 출가.
  - 3녀: 이혜삼(李惠三, 1669년~?년), 수원인(水原人) 백시빈(白時彬)에게 출가.
- 2부인: 신인 진주류씨(愼人 晋州柳氏)
  - 6남: 이경한(李景漢)
- 1후실: 옥향(玉香)
  - 장남: 이수만(李壽萬, 1641년~?년)
- 2후실: 해영(海英)
  - 4남: 이수일(李壽一, 1663년~?년)
- 3후실
  - 7남: 이수한(李壽漢, 1683년~?년)